# LGM-118 Peacekeeper
LGM-118 Peacekeeper (укр. Миротворець) також відома як MX (англ. Missile, Experimental) «ракета, експериментальна» — міжконтинентальна балістична ракета (МБР), здатна використовувати MIRV, яку виробляли та розгортали Сполучені Штати з 1985 по 2005 рік. Ракета могла нести до дванадцяти боєголовок Mark 21 (хоча договори обмежували їх фактичне корисне навантаження до 10), кожна з яких мала боєголовку W87 потужністю 300 кілотонн. Початкові плани передбачали будівництво та розгортання 100 МБР MX, але проблеми з бюджетом обмежили остаточну закупівлю з яких надійшли на службу лише 50. Договори про роззброєння, підписані після розробки Peacekeeper, призвели до його зняття з озброєння у 2005 році.
Дослідження основної концепції почалися в 1960-х роках. Ідея полягала в тому, щоб дозволити США погасити потаємну атаку СРСР із достатньою кількістю боєголовок, щоб атакувати залишилися радянські ракетні шахти. Для цього ракети повинні були бути високоточними, базуватися таким чином, щоб достатньо ракет витримало ядерну атаку, нести велику кількість боєголовок, щоб ті, що вижили, все одно завдавали величезної шкоди, і мати можливість швидко перецілюватися так їх можна було націлити лише на ті ракети, які Радянський Союз ще не випустив. Зрештою, єдиною проблемою, яка так і не була повністю вирішена, було питання базування. Протягом свого розвитку в 1970-х роках MX стала високоточною, швидкострільною та швидко перенацілюваною системою.
Початкова розробка почалася в 1971 році, а повномасштабна розробка почалася в 1974 році. Президент Джиммі Картер наказав почати виробництво в 1979 році, але його скасував Конгрес. Після тривалих дебатів щодо системи в жовтні 1982 року президент Рональд Рейган оголосив, що 50 новоназваних Peacekeepers будуть введені в дію в існуючих шахтах LGM-30 Minuteman, тимчасовий захід до остаточного рішення про базування. Перші льотні випробування відбулися в 1983 році, включаючи успішний запуск шести інертних спускових апаратів, кожен з яких вразив заздалегідь заплановані цілі. Це була перша міжконтинентальна балістична ракета США, яка використовувала систему холодного пуску, і вона досягла початкової готовності до експлуатації в 1986 році.

## Розробка та розгортання

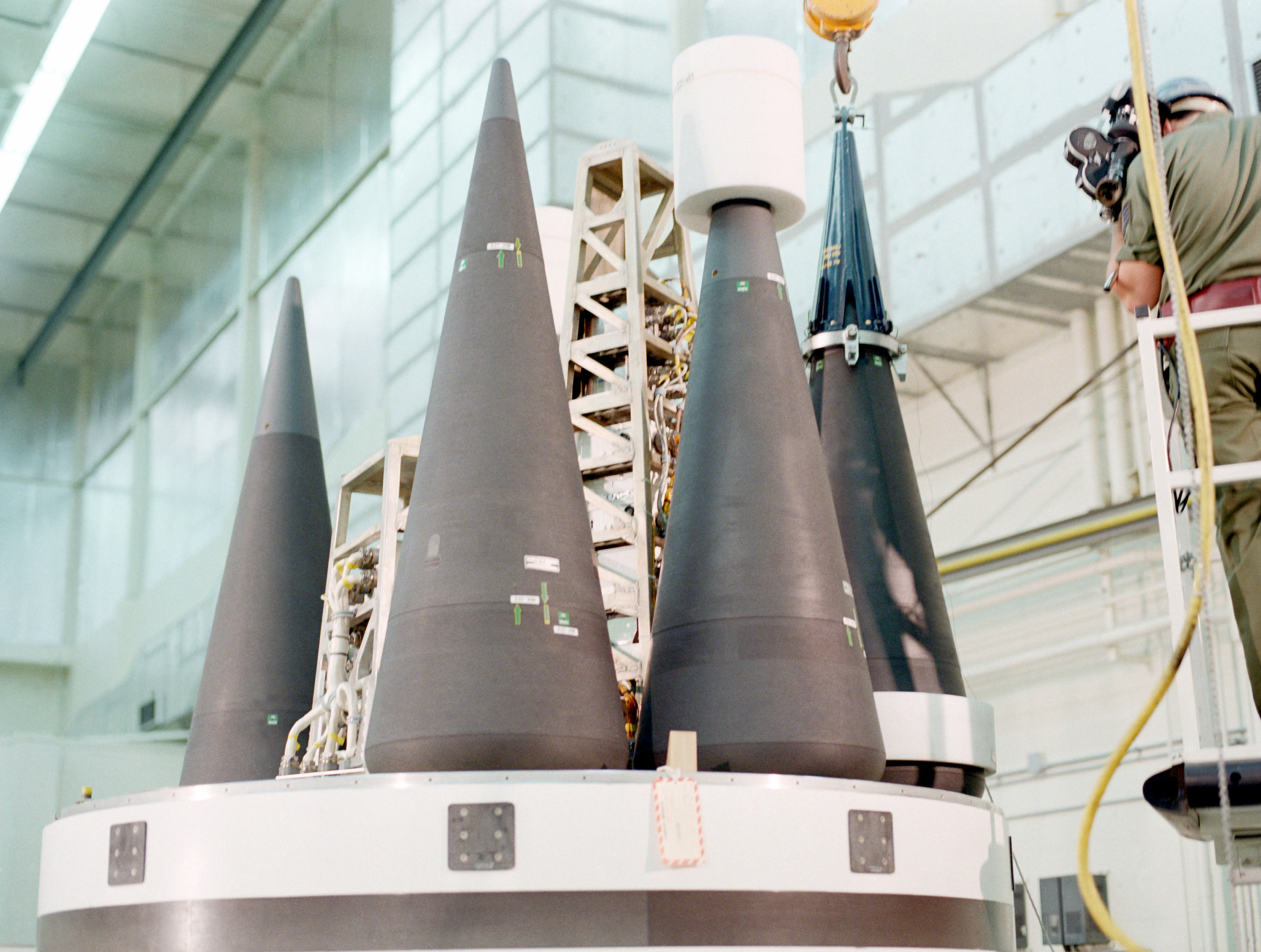
Боєголовки Mk21 на автобусі Peacekeeper РГЧ ІН. Кожен несе по 300 Боєголовка W87 приблизно в 20 разів перевершує потужність бомби, скинутої на Хіросіму під час Другої світової війни.

Розгортання МБР Minuteman почалося в 1962 році, під час холодної війни, і тривало швидко. Обмежена точність із вірогідною круговою помилкою (CEP) приблизно від 1,1 до 1,5 км а мала боєголовка потужністю менш як 1 мегатонни означала, що система не могла атакувати захищені цілі, такі як ракетні шахти. Це обмежувало ці ранні моделі атаками на стратегічні цілі, такі як міста та порти, і система мала або мала можливості як зброя протидії. Військово-повітряні сили покладалися на свої пілотовані бомбардувальники як на основну зброю для атаки на захищені цілі та розглядали міжконтинентальні балістичні ракети як живучий засіб стримування, який захистить від нападу на свій флот бомбардувальників. 
Коли адміністрація Кеннеді прийшла до влади, новий міністр оборони Роберт Макнамара отримав завдання зробити армію США найпотужнішою у світі, одночасно скоротивши її витрати. Зрештою він розв'язав цю проблему, значно зменшивши залежність від бомбардувальника та передавши цю роль Minuteman. З часом удосконалення радянських ракет, реальні чи вигадані, призвели до того, що офіційні особи США запропонували тривожний сценарій. Перший радянський удар з обмеженою кількістю боєголовок, націлених на бункери управління Minuteman, може завдати шкоди флоту міжконтинентальних балістичних ракет США. У той час радянські війська були здатні здійснити лише обмежену атаку. З обмеженою точністю радянських ракет була можлива лише атака невеликою кількістю ракет із дуже великими боєголовками (кількомегатонна дальність). Їх було достатньо, щоб здійснити руйнівну, але не вирішальну атаку на флот США міжконтинентальних ракет. До квітня 1964 року у США було більше міжконтинентальних балістичних ракет, які перебували в бойовій готовності, ніж стратегічних бомбардувальників, що посилювало це занепокоєння.

### WS-120A
У 1966 і 1967 роках Міністерство оборони провело дослідження STRAT-X, щоб розглянути багато з цих питань. У рамках цієї програми вони запропонували зменшену версію ICBM-X з 10-20 боєголовками. Відома спочатку як WS-120A, а пізніше як AICBM BGM-75, ця ракета була досить маленькою, щоб розміститися в існуючих великих шахтах, як ті, що були для Titan II, але в іншому була схожа за концепцією на ICBM-X, з ймовірною круговою помилкою. (CEP) приблизно 160 метрів і особливо можливість швидкого перепрограмування для атаки на будь-які необхідні цілі. Для порівняння, Minuteman II мав вибір із восьми цілей, будь-яку з яких можна було швидко вибрати для атаки, але в іншому випадку вибір цілі поза цим попередньо обчисленим списком не можна було зробити «на льоту». Бажаним режимом базування для WS-120A було надміцне укриття, але також розглядалися розсіяні мобільні варіанти.

### MX

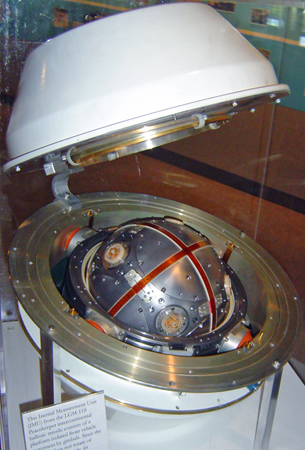
Удосконалена інерціальна референтна сфера

У 1971 році ВПС розпочали процес розробки вимог, об'єднавши концепції ICBM-X і SABRE в єдину платформу «Ракета, Експериментальна», «Missile, Experimental» або MX. Нова ракета мала б достатню точність і боєголовку, щоб навіть кілька вцілілих змогли знищити величезну кількість будь-якої радянської сили, що залишилася. Специфікації для MX були виправлені в лютому 1972 року, програмний офіс в Організації космічних і ракетних систем (SAMSO) був сформований 4 квітня, а передова програма розробки почалася в кінці 1973 року.

## Оператор
- ВПС США були єдиним оператором Peacekeeper.